# Ciclo narrativo con Charlie Parker
Il ciclo letterario che vede protagonista il detective Charlie Parker detto “Bird”, personaggio creato dallo scrittore irlandese John Connolly, comprende diversi romanzi (ed un unico racconto), alcuni dei quali ancora inediti in Italia. 
 I romanzi narrano le varie indagini del protagonista, che si intrecciano alle sue vicende di carattere privato.

## Lista

### Romanzi
- Tutto ciò che muore (Every Dead Thing, 1999) Rizzoli, 2000 - ISBN 88-17-86475-7
- Il ciclo delle stagioni (Dark Hollow, 2000) Rizzoli, 2001 - ISBN 88-17-86787-X
- Gente che uccide (The Killing Kind, 2001) Rizzoli, 2002 - ISBN 88-17-87010-2
- Palude (The White Road, 2002) Rizzoli, 2003 - ISBN 88-17-87231-8
- L'angelo delle ossa (The Black Angel, 2005) Rizzoli, 2006 - ISBN 88-17-01401-X
- Anime morte (The Unquiet, 2007), Rizzoli, 2008 - ISBN 978-88-17-02175-3
- The Reapers (2008) - inedito in Italia
- Gli amanti (The Lovers, 2009), Rizzoli, 2010 - ISBN 8817037621
- I tre demoni (The Whisperers), 2010, TimeCrime ed., 2013 - ISBN 9788866880578
- Un'anima che brucia (The Bourning Soul, 2011), - TimeCrime ed., 2015 - ISBN 9788866882367
- La rabbia degli angeli (The Wrath of Angels, 2012), TimeCrime ed., 2014 - ISBN 9788866881520
- Il lupo in inverno (The Wolf in Winter, 2014), TimeCrime ed., 2016 - ISBN 8866882968
- La canzone delle ombre (A Song of Shadows, 2015), TimeCrime ed. 2017 - ISBN 9788866883166
- Un tempo per soffrire (A Time of Torment, 2016) - TimeCrime ed. 2018 - ISBN 9788866883456
- Un gioco di fantasmi (A Game of Ghosts, 2017) - TimeCrime ed. 2019 - ISBN 9788834737590
- La donna nel bosco (The Woman in the Woods, 2018) - TimeCrime ed.2020 - ISBN 9788866883920
- Il libro di ossa (A Book of Bones, 2019) - TimeCrime ed.2021 - ISBN 9788866884415
- Sporco Sud (The Dirty South, 2020) - TimeCrime ed.2023 - ISBN 9788866884965

### Racconti
- "The Reflecting Eye", in Nocturnes, 2004 (inedito in Italia)

## La struttura
Malgrado l'alto numero di volumi, la struttura del ciclo narrativo risulta sin dall'inizio facilmente comprensibile: ciascuno dei romanzi narra in genere una o più vicende autonome ed autoconclusive, alle quali di volta in volta sono legate le indagini del protagonista; tuttavia l'ambientazione, i personaggi ricorrenti e gli espliciti riferimenti permettono al lettore di stabilire vari collegamenti tra le storie, secondo un razionale sviluppo di tipo cronologico.

Quando l'autore inserisce nella narrazione richiami o citazioni riguardanti eventi del passato, lo fa in modo abbastanza chiaro da non danneggiare la comprensione, ma non così ampio da rivelare troppo a chi eventualmente non avesse ancora letto i relativi romanzi. Ad esempio le identità dei colpevoli e i particolari delle loro azioni non vengono mai discussi al di fuori delle rispettive narrazioni di appartenenza.
 Al termine del romanzo The Whisperers lo stesso John Connolly spiega le caratteristiche salienti della propria opera:
(”John Connolly on the Parker novels”, in The Whisperers)

## Il genere
I romanzi del ciclo di Charlie “Bird” Parker appartengono sostanzialmente al genere del thriller con ambientazione contemporanea; in alcune delle loro caratteristiche però i romanzi rendono omaggio anche alla tradizione dell'hard boiled classico: hanno trame molto complesse e stratificate, dove gli eventi legati alle indagini si intrecciano con le vicissitudini del protagonista, e presentano (seppure non costantemente) il cosiddetto “detective narrante”, ovvero in molte parti è il protagonista stesso che narra in prima persona le proprie avventure.
 Inoltre, come molti dei detective dell'hard boiled – Philip Marlowe o Sam Spade, ad esempio – prima di diventare investigatore privato, anche Charlie Parker è stato un normale poliziotto.

## L'elemento soprannaturale
Accanto agli elementi tipici della tradizione gialla e poliziesca, i romanzi del ciclo introducono anche un elemento più eccentrico: quello soprannaturale, che compare sin dal primo romanzo, intensificandosi via via, precisando gradualmente le proprie qualità e i propri fini.
 Inizialmente si tratta della capacità da parte di Charlie Parker di entrare in contatto con il mondo dei morti: al detective iniziano ad apparire gli uccisi o gli scomparsi che gli chiedono aiuto e giustizia. A volte Parker li percepisce come persone normali, a volte invece li vede ricoperti dalle ferite e dalle mutilazioni che hanno causato la loro morte.
Il primo “fantasma” che Parker incontra nella metropolitana di New York, qualche mese dopo l'omicidio della moglie e della figlia, è quello della defunta consorte, che in seguito tornerà ad apparirgli molte altre volte, in diverse forme.
 Inizialmente Parker cerca di razionalizzare ciò che gli accade, attribuendolo allo stress e ai sensi di colpa; gradualmente però è costretto ad accettare il fatto che quelle “presenze” non sono immaginarie, bensì reali.
 A parte gli amici Louis ed Angel, il detective non discute con nessuno di questa sua capacità; la stessa Rachel, che pure vive con lui e che comunque nutre qualche sospetto, ne viene accuratamente tenuta all'oscuro.
 Con il procedere del ciclo, a questa prima fase preternaturale se ne affianca un'altra: nel corso delle indagini nelle quali si trova coinvolto, Parker inizia ad incontrare creature misteriose che possono forse essere identificate con gli angeli caduti della tradizione biblica: in sostanza demòni dotati di un'ingannevole forma umana.
 Gli eventi inducono il detective a sospettare che quelle creature siano in qualche modo collegate al suo destino; lo stesso Parker potrebbe essere l'incarnazione di un angelo: l'unico angelo che dopo la Caduta si sia pentito, cercando perdono e redenzione. Ciò spiegherebbe molte delle sue traversie esistenziali, ma riuscirebbe anche ad aumentare il pericolo e la sofferenza: come traditore dei suoi simili Parker potrebbe infatti diventare tanto il bersaglio della loro vendetta, quanto una sorta di ago della bilancia in un'ipotetica (ma sempre più credibile) lotta del Bene contro il Male, ciò che ad un certo punto lo stesso Parker definisce "la partita [...] in cui ero qualcosa di più di un pedone, ma meno di un re".

## I personaggi ricorrenti
- Charlie Parker ha lo stesso nome del famoso jazzista, e infatti tutti gli amici lo chiamano “Bird”, ma la cosa non è stata intenzionale da parte dei suoi genitori, che erano bianchi e non apprezzavano in maniera particolare la musica diversa da quella di Glenn Miller.
Figlio e nipote di poliziotti, Bird apparteneva a sua volta al Dipartimento di New York, finché la tragica uccisione della moglie Susan e della figlioletta Jennifer ha portato un cambiamento definitivo nella sua vita. Uscito dall'alcolismo, Bird diventa detective privato allo scopo di aiutare coloro che non possono più aiutarsi da soli, e che in un certo senso lo "chiamano" e gli parlano: i morti, o più precisamente gli uccisi.
Il suo comportamento si regge sempre sul filo sottile ed ambiguo che divide la legge dalla giustizia, ma l'etica personale di Bird - e di coloro che lo affiancano - per quanto violenta non è mai del tutto ingiustificata.

- Susan Lewis Parker. È la moglie di Parker, già morta quando il ciclo romanzesco inizia, ma in seguito ancora molto presente come ricordo e come “fantasma”: una sorta di presenza che Bird avverte, prima ostile e rabbiosa (a rispecchiare i suoi stessi sentimenti e i suoi sensi di colpa), poi più dolce e pacificata.
Parker l'aveva incontrata all'inizio degli anni novanta durante una breve vacanza, l'aveva sposata dopo un fidanzamento durato circa un anno, e con lei aveva poi avuto la sua prima figlia, Jennifer.
Susan viveva nel New Jersey e lavorava a Manhattan negli uffici di una casa editrice, ma apparteneva ad una famiglia originaria del Massachusetts. Minore di quattro figli, era forse la più amata: dopo la sua morte, la famiglia recide definitivamente i rapporti con Bird.
- Angel e Louis sono gli amici, e i complici, che più spesso affiancano Bird.
Louis, alto, elegante, ricco, nero e gay, è un ex killer quasi pensionato la cui attività ormai si riduce alla punizione dei malvagi.
Angel, il suo compagno, è bianco, minuto, dotato di un caustico senso dell'umorismo e di un gusto bizzarro in fatto di abbigliamento; è un ex ladro e scassinatore che, insieme a Louis, aiuta Charlie Parker a punire persone malvagie.
Le storie personali di Angel e Louis, compreso il loro buffo incontro, vengono rievocate in flashback all'interno del romanzo Palude.
Nel romanzo The Reapers (ancora inedito in Italia) i personaggi diventano momentaneamente protagonisti assoluti della vicenda narrata.
- Rachel Wolfe è la psicologa criminale incontrata da Bird nel corso dell'indagine sull'omicidio di Susan e Jennifer. I due si innamorano, vanno a vivere insieme e ad un certo punto hanno anche una figlia, Samantha. La loro relazione però è minata alla base dal timore di Rachel nei confronti della violenza che Bird porta con sé.
Rachel è nata nel 1964 a Chilsum; il padre era avvocato, la madre maestra d'asilo. Oltre a Rachel, la famiglia comprende altri due figli: la sorella minore Pam, e un fratello maggiore di dieci anni. Quest'ultimo – Curtis - detective presso l'ufficio dello sceriffo di Contea, è morto a soli ventotto anni, ucciso fuori servizio da rapinatori che aveva cercato di fermare.
Prima di Bird, Rachel ha avuto almeno un'altra importante relazione, finita male a causa della sostanziale incompatibilità tra lei e il fidanzato.
Dopo aver lasciato Parker, a causa degli insopprimibili timori suscitati dal suo tipo di vita, Rachel si trasferisce con la figlia nel Vermont, presso i genitori. Inizia ad uscire con altri uomini e alla fine instaura una relazione - che malgrado le differenze sembra abbastanza duratura - con il più maturo Jeff Reid.
- Walter Cole, poliziotto di New York, grande amico di Charlie Parker, suo collega ai tempi del Dipartimento. Ne disapprova fieramente i metodi, ma non ha poi buoni argomenti per sostenere la propria posizione quando ne Il ciclo delle stagioni Bird salva sua figlia da un atroce pericolo.
In suo "onore" Bird e Rachel chiamano Walter il loro cane.
- Wallace McArthur, è un detective del Dipartimento di Polizia di Scarborough. Inizialmente i suoi rapporti con Bird risultano piuttosto tesi, in seguito però diventano più umani e collaborativi. Wallace finisce per sposare un'amica divorziata di Rachel, Mary Mason.
- Hal Ross, è un agente speciale dell'FBI che incontra Charlie Parker nel periodo successivo all'omicidio di Susan e di Jennifer, quando l'investigatore è ancora nel mirino di quasi tutte le forze dell'ordine. Inizialmente i suoi rapporti professionali ed umani con Bird sono pessimi, poi migliorano notevolmente.
Nell'FBI Ross fa carriera: diventa prima uno dei tre agenti responsabili dell'ufficio newyorkese, poi vicedirettore. In seguito sarà responsabile anche della cosiddetta Quinta Sezione, un ufficio che in origine si è occupato di tutte le indagini riguardanti il Viaggiatore (al quale viene attribuito il nome in codice di Caronte) ma che poi ha finito per occuparsi di tutto ciò che, direttamente o indirettamente, ha a che fare con lo stesso Charlie Parker.
- Doug ed Amy Greaves sono coniugi di mezza età che hanno fondato e gestiscono la Colonia, una comunità di recupero per alcolizzati e tossicodipendenti, situata dalle parti di Sebago Lake, nel Maine meridionale. La comunità si regge sulla fragile economia costituita da una piccola produzione agricola e artigianale, nonché dalle donazioni di quanti hanno beneficiato del suo aiuto.
 Doug ed Amy sono persone animate da una profonda religiosità, che però non viene imposta agli ospiti: nella Colonia si cerca innanzitutto di ritrovare il rispetto verso sé stessi. È lì che anche Bird ha passato sei settimane per disintossicarsi dall'alcol nel periodo peggiore seguito alla morte di Susan e di Jennifer.
- Ronald Straydeer. Indiano penobscot originario di Old Town, vive in una casa-roulotte a Scarborough nella zona dei Downs. Ormai anziano, ha partecipato alla guerra del Vietnam. Apparteneva all'unità K-9 (unità cinofila) e con il suo cane da pastore tedesco di nome Elsa aveva l'incarico di guidare nella jungla le pattuglie dell'esercito; al momento del ritiro degli americani, con suo grande dolore Elsa fu abbandonata sul posto come “residuato”.
Memore della propria esperienza bellica, è molto attivo in favore dei reduci di qualunque guerra e sente il dovere morale di partecipare alle esequie di tutti gli ex militari della zona, indipendentemente dal fatto di averli personalmente conosciuti o meno.
- Jackie Garner è un ex militare congedato dall'esercito a causa di un incidente che gli ha danneggiato la memoria e alcune facoltà mentali. È fisicamente forte, conosce le armi, gli esplosivi e le tecniche di sorveglianza; a volte diventa infantile e scarsamente affidabile, ma tutto sommato è una brava persona.
 Bird chiede occasionalmente il suo appoggio, specialmente se non può contare su Louis ed Angel.
 Benché solo parzialmente coinvolto nella lotta di Parker contro il Male, Jackie finisce per perdere la vita al suo fianco, ucciso dal Collezionista.
- Tony Fulci e Paulie Fulci, sono fratelli di origine italoamericana a cui non dispiace menare le mani. Soffrono di instabilità psicoemozionali che i farmaci faticano ormai a tenere sotto controllo e le loro fedine penali non sono esattamente immacolate; tuttavia anche i Fulci - come il loro buon amico Jackie Garner - non possiedono un animo veramente cattivo.
 Data l'imponenza fisica dei due, Bird se ne serve occasionalmente come gorilla e guardie del corpo.
 A parte lo stesso Bird, i Fulci amano e rispettano soltanto due cose: la loro madre Louisa, vedova di un piccolo criminale, e l'enorme fuoristrada modificato con il quale si spostano ovunque, incuranti di passare ben poco inosservati.
- Willie Brew e il suo braccio destro Arno sono rispettivamente il proprietario e il lavorante dell'officina meccanica newyorkese di cui sono soci occulti anche Louis ed Angel. Storia dopo storia, in quell'officina sono state riparate tutte le auto possedute da Bird nel corso del tempo.
I personaggi di Willie ed Arno si trovano già nel primo romanzo della saga: taciturno il primo, sarcastico il secondo. Compaiono poi sporadicamente in alcuni dei capitoli successivi ma è nel settimo romanzo, The Reapers, che trovano più largo spazio, rivestendo un ruolo narrativamente fondamentale.
- Al Z. Anziano capo mafioso approdato a Boston all'inizio degli anni novanta per rimettere ordine nell'organizzazione al termine di una serie di operazioni di successo condotte dall'FBI in tutto il New England. La sua posizione all'interno della gerarchia è più ufficiosa che veramente ufficiale, e la sede della sua attività è un anonimo appartamento ubicato sopra un negozio di fumetti in Newbury Street, tuttavia Al Z è un uomo potente ed influente. I suoi rapporti con Parker sono molto complicati.
Nell'ultima parte della sua vita, prima di essere ucciso da qualcuno al quale aveva dato fastidio, Al Z aveva iniziato a mostrare segni di stanchezza e forse di pentimento.
- Bob e Shirley Johnson. Anziani coniugi, vicini di casa di Bird nel Maine. A loro, durante le assenze più lunghe, Bird affida il suo cane Walter, finché l'animale viene definitivamente portato nel Vermont, perché Rachel e Samantha possano prendersene cura con maggiore continuità.
 I Johnson sono affezionati a Charlie e ne rispettano l'intimità, ma in almeno un'occasione Shirley – malata e sofferente di insonnia – ha l'opportunità di fornirgli un alibi che scagiona Parker da una possibile accusa di omicidio.
- Ben Epstein. Rabbino di New York, originariamente legato all'Orensantz Center dal quale poi si distacca a causa delle sue posizioni non sempre perfettamente ortodosse. Bird lo incontra in occasione di un'indagine che comprende la morte di suo figlio, il rabbino progressista Yossi Epstein, ma in seguito scopre che i rapporti tra gli Epstein e la famiglia Parker affondano le loro radici sin dagli anni sessanta.
Nel tempo Parker ed Epstein diventano sostanzialmente alleati nella lotta contro il Male, seppur con qualche momento di dubbio e di crisi.
- Thomas Eldritch. Anziano avvocato il cui studio a Lynn, nel Massachusetts, assiste il Collezionista.
 Nel tempo si scopre che tra i due esistono legami di sangue: Eldritch e il suo unico cliente sono padre e figlio.
- Samantha detta Sam. È la figlia nata dalla relazione di Parker con Rachel Wolfe; vive ormai stabilmente nel Vermont con la madre, ma riesce ugualmente ad incontrare il padre con una certa frequenza. È una bambina sveglia e sensibile, e i genitori non rifiutano mai di rispondere alle sue numerose domande: sa di essere la secondogenita di Charlie Parker, sa cosa è accaduto a Jennifer e a Susan, è consapevole del rapporto conflittuale che il padre ha con il proprio lavoro. A tratti sembra avere anche qualche indefinita premonizione su ciò che dovrà accadere.
- Jeff Reid. Diventa il nuovo compagno di Rachel Wolfe, dopo che la donna ha lasciato Parker e si è trasferita nel Vermont. Più anziano di lei, ex alto dirigente bancario, l'uomo è andato precocemente in pensione ma ha continuato ad occuparsi di finanza. È molto ricco, e le sue idee politiche sono orientate all'estrema destra. A Parker ovviamente non piace, ma per amore di Rachel e della figlia cerca di mantenere con lui rapporti sufficientemente cordiali.

## I grandi avversari
- Il Viaggiatore - È il responsabile della morte di Susan e Jennifer. Uccide disponendo i cadaveri come immagini di antiche stampe; vuole dimostrare che l'uomo è insufficiente e superlfluo.
 Quando la sua impensabile identità viene finalmente svelata, Bird ha modo di verificare che il Male è una gigantesca rete: molti dei malvagi che lui stesso si troverà ad affrontare nei mesi e negli anni seguenti hanno avuto qualche tipo di contatto con il Viaggiatore. [romanzo di riferimento: Tutto ciò che muore]
- Adelaide Modine - Insospettabile omicida e responsabile di un giro di pedofilia e violenza durato più di trent'anni. [romanzo di riferimento: Tutto ciò che muore]
- Caleb Kyle - Responsabile della scomparsa e della morte di numerose giovani donne sin dagli anni sessanta. Il caso irrisolto che lo riguardava era stato il motivo principale per cui Bob Warren, il nonno di Bird - all'epoca vicesceriffo nella Contea di Cumberland - aveva lasciato la polizia. Toccherà a Bird, molti anni più tardi, riprendere da dove il vecchio aveva lasciato, perché Caleb Kyle non si è mai fermato. [romanzo di riferimento: Il ciclo delle stagioni]
- I Faulkner - Il reverendo Aaron Faulkner negli anni sessanta aveva fondato una comunità religiosa presso il Lago St. Froid, nel Nord del Maine. Successivamente della comunità - i cosiddetti battisti di Arostook - si era perduta ogni traccia. 
Ricomparso molti anni dopo, il reverendo è uno dei peggiori e più spietati nemici che Bird si trova a dover affrontare. Si erge a giudice del genere umano, che trova immancabilmente colpevole e composto di peccatori. Affiancano il reverendo i suoi due figli, Leonard e Muriel. [romanzi di riferimento: Gente che uccide e Palude]
- L'Angelo Nero - Incarnazione di una leggenda medioevale, l'Angelo Nero (Ashmael) è alla ricerca del proprio fratello perduto (Immael) e non si ferma di fronte a nulla pur di raggiungere il proprio scopo. Lo assiste nella instancabile e secolare ricerca la setta dei cosiddetti Credenti, uomini e donne che sostengono di essere angeli caduti, ovvero demòni immortali. [romanzo di riferimento: L'angelo delle ossa]
- Brightwell - È il braccio destro di Ashmael ed uno dei suoi più fedeli sicari. Virtualmente immortale, è anche un "sepolcro di anime": al suo interno continuano a vivere prigionieri gli spiriti delle creature da lui uccise. Per un certo tempo uno di quegli spiriti è Alice Temple, la cugina di Louis.
 Ucciso da Parker nel 2004, qualche anno più tardi Brightwell si reincarna in un bambino muto, figlio di Darina Flores: in apparenza una donna bellissima, in realtà una creatura che possiede la sua stessa natura demoniaca. [romanzi di riferimento: L'angelo delle ossa, La rabbia degli angeli]
- Il Collezionista - Implacabile giudice e giustiziere che deve il soprannome all'abitudine di impossessarsi di un oggetto appartenente alle sue vittime come trofeo. Creatura tanto reale quanto soprannaturale, porta le anime colpevoli alla dannazione, e ciò che rimane sono hollow men, "Uomini Vuoti". 
A più riprese Bird si ritrova a temere di essere a sua volta giudicato da lui. Il suo vero nome è Kushiel. [romanzi di riferimento: Anime morte, Gli amanti, I tre demoni, La rabbia degli angeli; il personaggio però compare per la prima volta nel racconto lungo The Reflecting Eye, contenuto nella raccolta Nocturnes]
- Frank Merrick - Killer ed ex carcerato, i suoi crimini non sono mai stati interamente provati. Per Bird però è soprattutto un padre che cerca la propria figlia perduta, con metodi violenti non dissimili da quelli che lui stesso aveva usato dopo la morte della piccola Jennifer. [romanzo di riferimento: Anime morte]
- Bliss - È il killer dei killers, un assassino che predilige la difficoltà e la gloria di uccidere altri assassini. 
È una figura che appartiene al passato di Louis, quando entrambi erano annoverati tra i cosiddetti Reapers, un gruppo d'élite in fatto di omicidi, fondato e gestito dall'ambiguo Gabriel. 
Tradimenti, invidie ed ossessioni finiscono per trasformare Louis e Bliss da collaboratori in accaniti avversari: sino alla resa dei conti finale, che dopo anni di falliti agguati e scelte esistenziali differenti, li pone di fronte per un'ultima volta. [romanzo di riferimento: The Reapers - ancora inedito in versione italiana]
- Mr Goodkind. Creatura demoniaca il cui destino sembra strettamente legato a quello di Parker, alla cui vita ha già attentato più volte sin dal momento della nascita, benché l'investigatore apprenda della sua esistenza in un tempo molto più avanzato. Il nome con il quale è noto deriva da una specie di ironico gioco di parole, tra l'inglese ed il latino, basato sui termini che significano “buono” e “benevolo”. Possiede però anche altri nomi (il Capitano; “Colui-che-attende-dietro-il-vetro”; l'Uomo riflesso, o capovolto; Il Dio delle api) e viene visto in modi diversi da persone differenti: un clown, uno spaventapasseri, una bambina che dice di essere sola e perduta, un vago riflesso su specchi o finestre. Parker invece lo vede come una replica di sé stesso. [romanzi di riferimento: Gli amanti, I tre demoni, La rabbia degli angeli]
- Esercito della Notte (Exercitus Noctis). Si autodefinisce in questo modo un'ampia e articolata organizzazione costituita da creature (demoniache e non) i cui scopi sembrano essere la corruzione e la lenta disgregazione del genere umano, come preparazione all'avvento di una malvagia entità suprema. Appoggiato dai cosiddetti Finanziatori (uomini e donne che nell'impresa hanno anche interessi di tipo economico), l'Esercito è in qualche modo legato alle attività della Pryor Investments, una piccola società con sede a Boston, fondata e diretta dall'ambiguo Garrison Pryor. [romanzo di riferimento: La rabbia degli angeli]

## Cronologia
Nei primi romanzi del ciclo la cronologia è molto precisa: è sempre possibile per il lettore stabilire in che anno, in che mese e a volte addirittura in che giorno e a quale ora si verificano gli eventi principali o più significativi della narrazione. È il caso ad esempio dell'episodio da cui tutto ha inizio: l'omicidio della moglie e della figlia di Charlie Parker che attraverso i rapporti ufficiali dell'indagine di polizia viene collocato verso le ore 21.30 del 12 dicembre 1996. 
 L'episodio continua a rimanere il punto di riferimento in base al quale tanto Bird quanto il lettore sono in grado di calcolare il passare del tempo; tuttavia ad un certo punto del ciclo si inseriscono numerose incongruenze che pur non danneggiando la narrazione in sé, rendono più labili ed imprecisi i collegamenti temporali tra un romanzo e l'altro.
In sostanza, già a partire dal terzo volume del ciclo iniziano a comparire particolari contraddittori che rendono poi assolutamente impossibile la compilazione di una cronologia del tutto coerente. Gli stessi personaggi invecchiano, o crescono, in modo chiaro ma non sempre adeguato al tempo reale che dovrebbe essere trascorso.